# نبالة

منافسة نبالة (رمي بالسهم)، في الثمانينيات

لوحة التصويب الرسمية

النِّبَالة أو النِّشَابَة أو القوس والسهم أو القوس والنشاب أو الرماية بالسهام أو الرماية بالقوس من رياضات الرماية. يصوب فيها اللاعب على قرص مقسم إلى خمس حلقات مختلفة ألوانها، ولكن بترتيب معين من الخارج إلى الداخل (أبيض - أسود - أزرق - أحمر - أصفر)، وتتدرج النقاط من 1 إلى 10 باختلاف لون ومنطقة الحلقة، فإذا رمي السهم في الحلقة البيضاء يكون الرامي قد سجل نقطة واحدة، أما إذا صوب في الحلقة الصفراء فيكون حقق 10 نقاط وهكذا.
ويختلف عدد السهام من مسابقة لأخرى، ففي المباريات الأولمبية يطلق النبال في الدور التأهيلي ما مجموعة 72 سهماُ في مجموعتين 36 سهما في المجموعة الواحدة، كل جوله مقسمه الي ستة جولات ستة أسهم للجولة الواحدة ومن مسافة 70 متراُ.
أما في أدوار التصفيات و النهائيات هي سلسلة من المباريات بين لاعبين اثنين بأن يرمي كلاهم 3 أسهم في الجولة الواحدة ليحسب نقطتين للأعلي نقاطاُ و نقطه واحدة للمتعادل و تنتهي بالحصول علي 6 نقاط للرامي الفائز.
و تختلف عدد السهام و الجولات في الانواع المختلفه من الرماية كمباريات الصالات الداخلية التي تكون من عشر جولات فقط و علي مسافه 18 مترا و علي أهداف أصغر.

## تاريخ
النبل السهام العربية اسم مفرد اللفظ مجموع المعنى وجمعه نبال والنشاب التركية الواحدة نشابة ورجل نابل وناشب ذو نبل وذو نشاب.
استعملت القوس والنشابة كثيرا في الحروب والمعارك، وبدء التفكير في جعله رياضة في القرن السادس عشر، فكانت أول مسابقة اعتمدت على القوس والنشاب سنة 1583 في إنكلترا، شارك بها ثلاثة آلاف مشترك.

## اتحاد اللعبة
يدير اللعبة الاتحاد الدولي للنبالة، تأسس في الرابع من سبتمبر 1931 في بولونيا، مع لجنة تأسيسية ضمت سبع دول هي، بولونيا، فرنسا، تشيكوسلوفاكيا، السويد، الولايات المتحدة، المجر وإيطاليا، يضم حاليا 134 اتحادا وطنياً، ومقره لوزان سويسرا.

## الأولمبياد

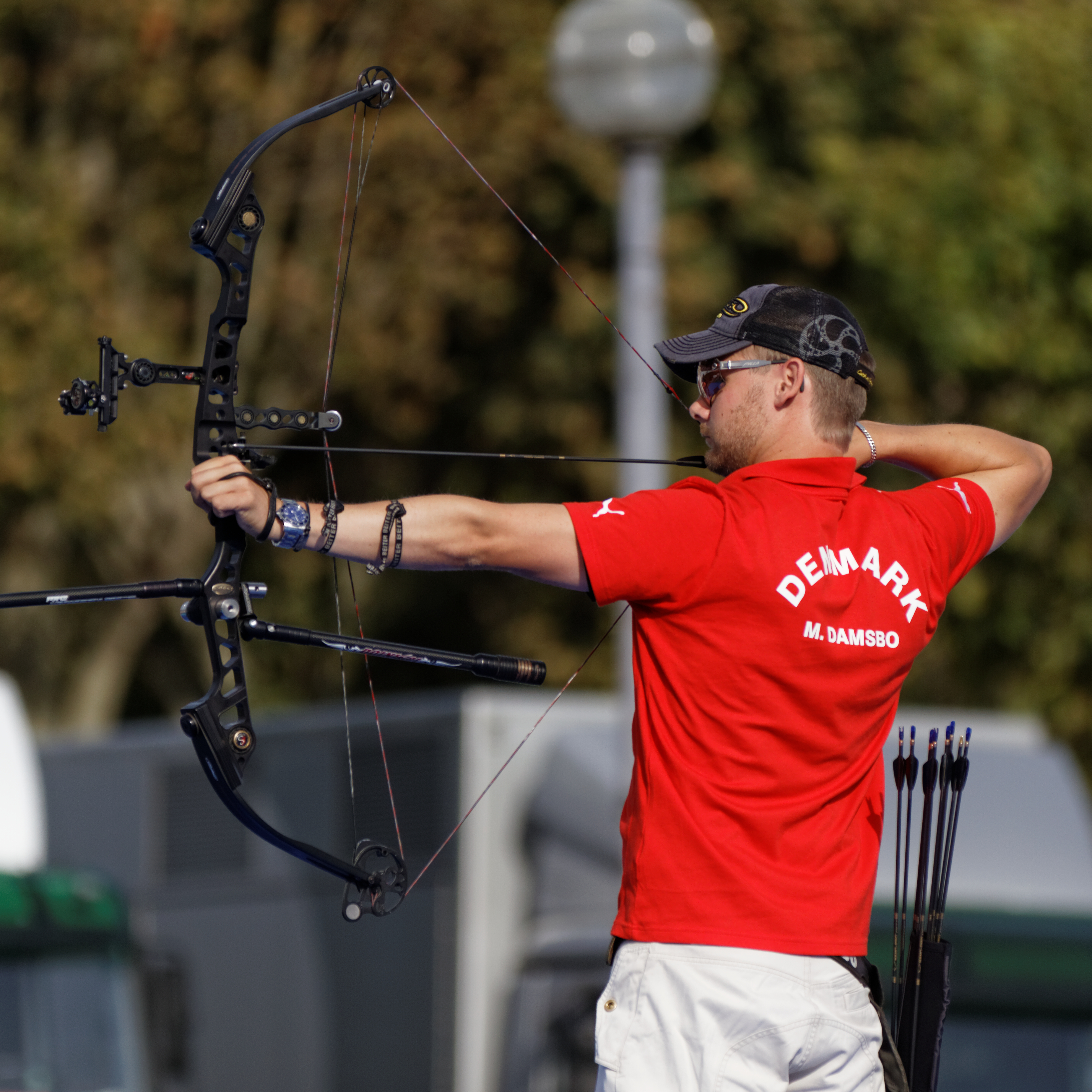
متسابق في نهائيات بطولة العالم عام 2013 في النبالة

ظهرت رياضة النبالة لأول مرة في الألعاب الأولمبية في دورة باريس 1900 وقد تتضمن البرنامج آنذاك سبع مسابقات من مسافات مختلفة، فيما تضمن أولمبياد سان لويس 1904 خمس مسابقات لكن لم يكن أي من المشتركين من خارج الولايات المتحدة.
وفي أولمبياد لندن 1908 شمل البرنامج ثلاث مسابقات فقط، ثم غابت اللعبة عن أولمبياد ستوكهولم 1912, وعادت في أولمبياد أنفير البلجيكي عام 1920 علماً أن دورة 1916 لم تجر بداعي الحرب العالمية الأولى.
بعد دورة انفير غابت تلك المسابقة عن الجدول الأولمبي ولم تعد للظهور إلا في دورة ميونيخ 1972, حيث كانت مفتوحة للرجال والسيدات في فئة الفردي، أما مسابقة الفرق فاعتمدت بدءاً من دورة سيول في كوريا الجنوبية 1988.
تعتبر كوريا الجنوبية الدولة الأبرز في هذه الرياضة خصوصاً بعد حقبة 1972 وهي تتصدر الدول ترتيباً منذ ذلك التاريخ بـ14 ذهبية، أمام الولايات المتحدة بنفس الرصيد، لكن ست من ذهبياتها تحققت قبل العام 1920, ومن المستبعد أن تخرج الألقاب من أيادي رماة هاتين الدولتين.

## المعدات
- واقي اليد: يستخدم لحماية يد الرامي من أي جرح أثناء الرمي.
- السهم: قطره الأقصى 9,3 ميلليمتر. كل سهم مدون عليه اسم الرامي. ويستخدم الرماة ألوان مختلفة من النبال للتمييز أكثر.
- واقي الصدر: يكون من الجلد أو البلاستيك، يستعمل لحماية الصدر من سلك القوس أثناء الرمي.
- القوس: يختلف وزنه بين الرجال والنساء.
- الكفوف: تحمي الأصابع أثناء الرماية من السهم.
- الكنانة: تكون غالبا على الوسط، توضع فيها الأسهم.
- الهدف: قطره 1,22 متراً، يبعد على الرامي مسافة 70 متراً. ترتفع نقطة الوسط فيه عن الأرض 1,3 متر.

## وصلات خارجية
- موقع الاتحاد الدولي للعبة
- الرابطة الدولية للقوس والنشاب (IFAA)
- ألفاظ الحياة في معجم القوس